# Age of Empires IV
Age of Empires IV es un videojuego de estrategia en tiempo real desarrollado por Relic Entertainment en asociación con World's Edge y publicado por Xbox Game Studios. Es la cuarta entrega de la serie Age of Empires. El juego fue lanzado el 28 de octubre de 2021 para Windows. El 14 de noviembre del 2023 se lanzó la expansión Los Sultanes Ascienden.

## Argumento
Los eventos del juego están programados en la Edad Media. Entre otras, hay una campaña que contará una historia sobre la conquista normanda de Inglaterra.

### Campañas
El juego tiene 5 campañas, pero 1 se agregó con la expansión :
- Los normandos: una historia sobre la conquista normanda de Inglaterra
- La guerra de los Cien Años: un conflicto épico entre Inglaterra y Francia
- El ascenso de Moscú: una historia sobre el ascenso del Gran Ducado de Moscú entre otros principados rusos
- El Imperio Mongol: Sobre la expansión del segundo imperio más grande de todos los tiempos
- Los Sultanes Ascienden (Expansión): Lucha contra los Cruzados y los Mongoles en oriente medio.

## Jugabilidad
Hay 12 civilizaciones disponibles en el juego y 4 variantes. 8 de ellas se incluyeron en la fecha de lanzamiento: la inglesa, la china, los mongoles, el sultanato de Delhi, la francesa, la dinastía abásida, el Sacro Imperio Romano y la Rus. El 29 de octubre de 2022 se añadieron dos nuevas civilizaciones: los otomanos y los malíes. En la expansión los Sultanes Ascienden se agregaron los Bizantinos y los Japoneses, además de 4 variantes como: Los Ayubies (Abasies), Juana de Arco(Franceses), Orden del Dragon (Sacro Imperio) y El legado de Zhu Xi (Chinos).

## Banda sonora
La banda sonora del juego fue escrita por Tilman Sillescu (Tema principal, Menu música, Trailers, Mongoles, Sacro Imperio Romano Germánico), Alexander Röder (chino, inglés), Henning Nugel (Rus, Abásida), Armin Haas (Sultanato de Delhi), compositores de Dynamedion, y también por Mikolai Stroinski (francés). La banda sonora también está disponible como parte del contenido adicional de Digital Deluxe Edition en Steam.

## Desarrollo
El 21 de agosto de 2017, Microsoft anunció Age of Empires IV, desarrollado por Relic Entertainment. El vicepresidente ejecutivo de juegos de Microsoft, Phil Spencer, confirmó el 11 de junio de 2019 que Age of Empires IV todavía está en desarrollo, y que se proporcionará más información más adelante en 2019. El 14 de noviembre de 2019, se mostraron imágenes del juego de Age of Empires IV en el evento X019. Mostró la guerra medieval entre las fuerzas inglesas y mongoles. El 16 de marzo de 2021, se lanzó la vista previa de los fanáticos, que muestra un juego más detallado y también incluye las otras dos civilizaciones conocidas, la China y el Sultanato de Delhi. Microsoft anunció en el E3 2021 que el juego se lanzará en Game Pass para PC el 28 de octubre de 2021.

## Recepción
Age of Empires 4 recibió en general críticas positivas, la mayoría señalando que si bien no alcanza la solidez y jugabilidad de los videojuegos originales, o de otras sagas como Total War. Roger Clefford de Variety le dio a Age of Empires IV 3.5 estrellas de 5, alabando la mejora y que evita los desastres artísticos y de trama de Age of Empires III, además de su jugabilidad inferior, pero sin llegar al nivel de Age of Empires II.